# Aseyn
Aseyn est un illustrateur et dessinateur de bande dessinée français, né le 27 mai 1980 à Nîmes. Il vit et travaille à Nantes, ville où il est par ailleurs formateur à l'école d'art ESMA.

## Biographie et travaux
Titulaire d'un diplôme des métiers d'arts, option Illustration, à l'école Estienne à Paris, il publie en 2007 la bande dessinée Palavas Cowboy aux Éditions Danger Public. En 2008, il remporte le prix de la Révélation Blog au Festival international de la bande dessinée d'Angoulême, lui permettant ainsi d'être publié aux Éditions Vraoum. En 2010 sort Abigail, son premier long récit. Il publie aussi un recueil de ses dessins et croquis aux Éditions Charrette, ouvrage qui reprend l'essentiel de son blog.
La même année, Aseyn est parmi les dessinateurs de la « bédénovela » Les Autres Gens de Thomas Cadène, série à laquelle il participe jusqu'à son terme en 2012. Il illustre la couverture du premier recueil de la série, qui en compte onze.
En octobre 2012, il publie Le Palais de Glace à L'Employé du Moi, une fiction sur le jeu vidéo inspirée de ses souvenirs d'enfant.
Il travaille sur la série dessinée Le Ruban Bleu, scénarisée par l'auteur de fictions interactives FibreTigre et publiée quotidiennement sur internet entre mars et septembre 2013. Il illustre K, une autre aventure écrite par FibreTigre et publiée en ligne chaque semaine de mars à septembre 2014. En 2018, il participe en tant que dessinateur au roman graphique ABCD de la typographie (Gallimard), conçu par Jean-Christophe Menu et dirigé et scénarisé par David Rault ,.
En 2019 sort le premier volume de la série de science-fiction Bolchoi Arena qu'il dessine, avec Boulet au scénario. Ils reçoivent pour cette bande-dessinée éditée par Delcourt un bon accueil critique,,. Le premier tome fait d'ailleurs l'objet d'une nomination dans la sélection officielle du meilleur album pour Angoulême 2019. Le second volume de Bolchoï Arena, sorti au premier trimestre 2020, est également salué par la critique,, et figure dans la sélection officielle du Festival d'Angoulême 2021. Le 3e tome "Révolutions" est publié au mois de janvier 2022,.
Aseyn est également illustrateur pour la presse (Le Parisien, le Monde diplomatique, Libération), l'édition (Éditions du Chêne, Bayard Presse…), la publicité et la communication institutionnelle.

## Publications
- 2007 : Palavas Cowboy, MiniBlog, Éditions Danger Public
- 2010 : Abigail, Éditions Vraoum.
- 2010 : Aseyn ArtBook, Éditions Charrette
- 2010-2013 : Les Autres Gens, (tomes 1, 2, 3, 8, 9, 10 & 11) Scénario : Thomas Cadène, Éditions Dupuis
- 2011 : Comment je me suis fait plaquer, album collectif, Éditions Dupuis
- 2012 : Le Palais de Glace, Éditions L'Employé du Moi
- 2015 : Nungesser, Scénario Fred Bernard, Éditions Casterman
- 2015 : Axolot, T.2, Delcourt - collectif, scénario de Patrick Baud
- ABCD de la Typographie (participation), scénario de David Rault, Gallimard, 2018
- Bolchoi Arena, avec Boulet (scénario), Delcourt, coll. « Hors Collection » :
  - Tome 1 : Caelum incognito, 2018 - Sélection officielle du Festival d'Angoulême 2019
  - Tome 2 : La Somnambule, 2020 - Sélection officielle du Festival d'Angoulême 2021
  - Tome 3 : Révolutions, janvier 2022